# Площадь Республики (Белград)
Площадь Республики (серб. Трг Републике) —  одна из главных площадей Белграда, столицы Сербии, расположенная в муниципалитете Стари-Град.

## Расположение
Площадь расположена на северо-западе от Скупщины рядом с южной оконечностью улицы князя Михаила и занимает пространство между рестораном «Gradska Kafana», кинотеатром «Jadran», Национальным театром и концертным залом Сербской Армии.

## Описание

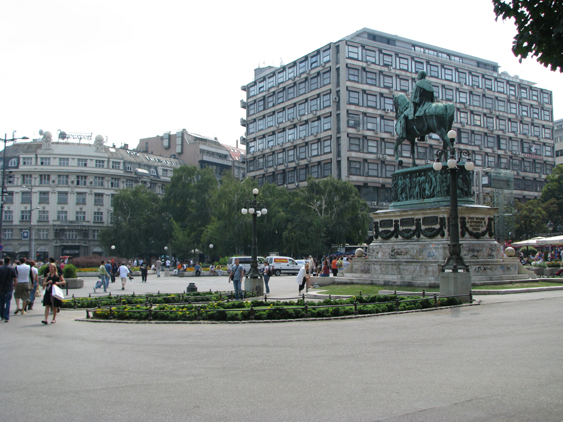
Статуя князя Михаила на площади Республики

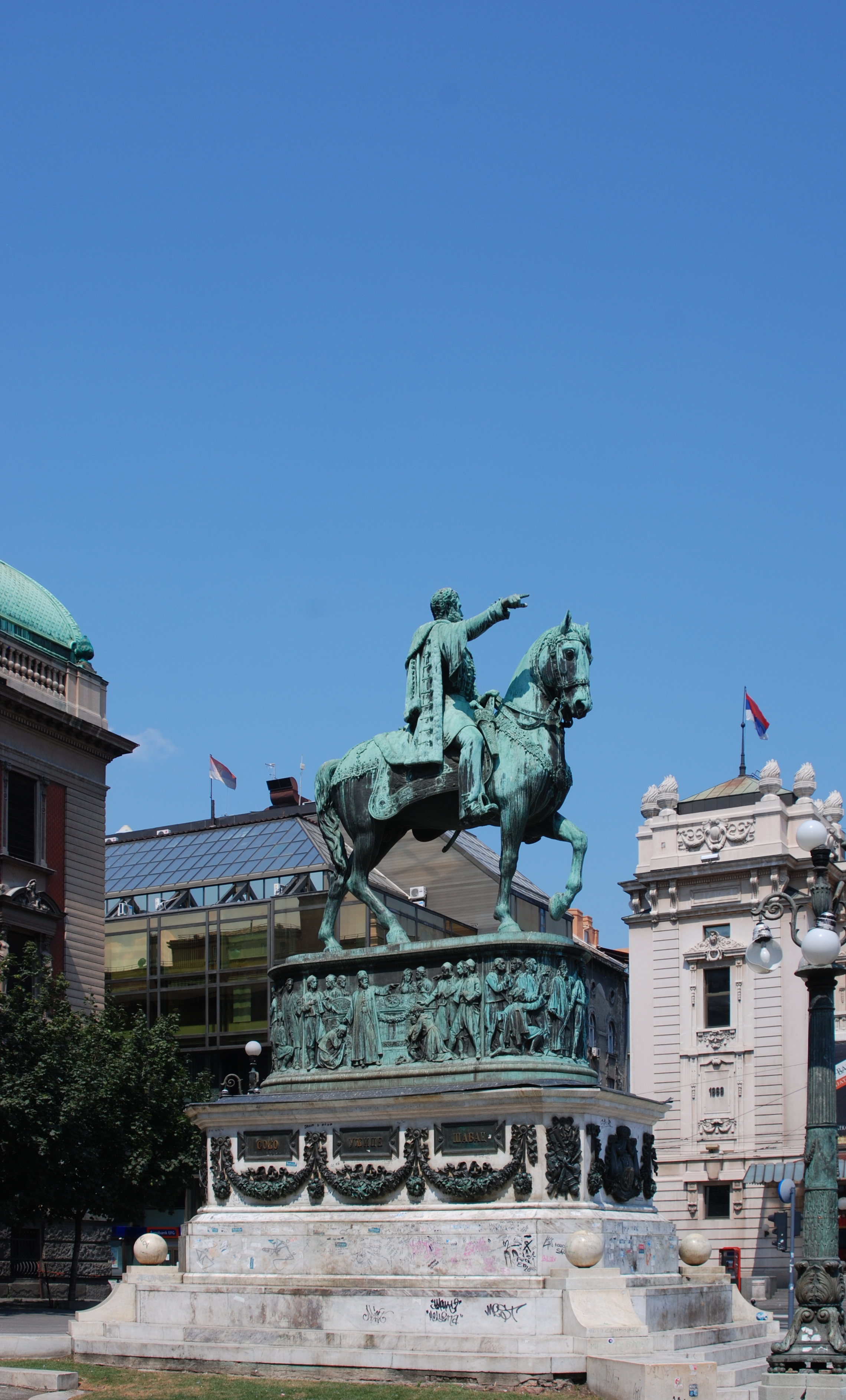

Современная площадь возникла после сноса Стамбульских ворот в 1866 году и возведения Национального театра в 1869 году. Ворота были построены Австро-венграми в начале XVIII века и стояли между тем местом, где сейчас находится статуя князя Михаила и зданием театра. Сами ворота были окружены рвом и назывались так из-за дороги, ведущей через них в Стамбул (Константинополь). Перед воротами турки казнили провинившихся подданных, «райа», насаживая их на кол. В 1806 году в этом месте был смертельно ранен один из военачальников Первого Сербского восстания, Васа Чарапич. В его память названа улица рядом с площадью. 
После установления сербского правления и разрушения ворот, здание театра оставалось единственным большим зданием более 30 лет. Площадь постепенно росла с момента, когда в 1882 году был установлен памятник князю Михаилу. 
Большинство зданий было уничтожено во время немецкой бомбёжки 6 апреля 1941 года. В ноябре 1944 года на площади Республики был установлен памятник советским бойцам, павшим при освобождении Белграда. Этот памятник снесли в 1951 году в период обострения отношений между СССР и Югославией. После Второй мировой войны с площади убрали трамвайные пути. Позднее было построено самое высокое здание — «Дом Прессы».

### Памятник Михаилу Обреновичу
Памятник Михаилу Обреновичу работы скульптора Энрико Пацци был возведён в 1882 году. Он изображает князя верхом на коне и направлен на юг. На пьедестале изображены города, оставленные турками, и сцены из сербской истории.